# Black Hills

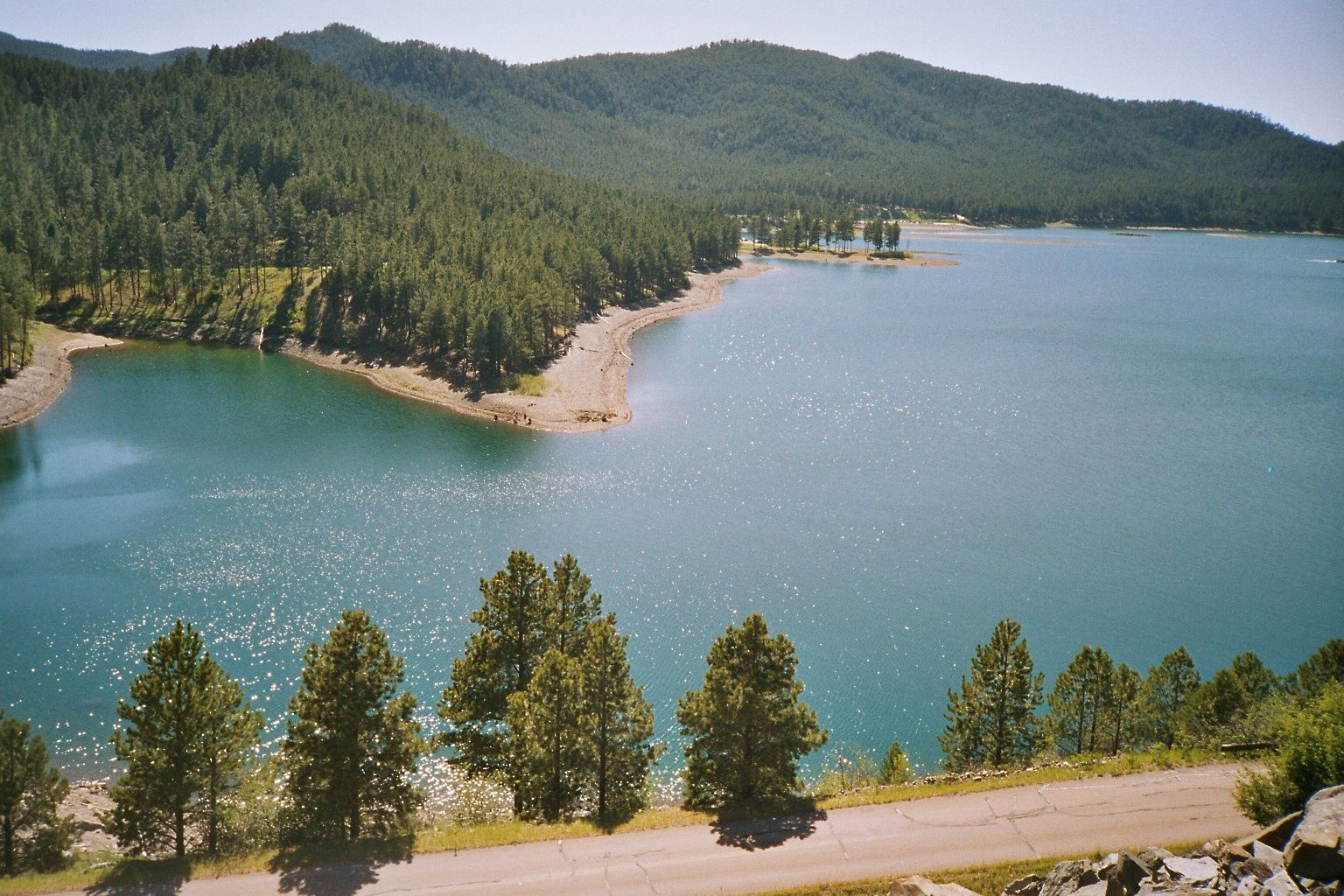
Das Pactola Reservoir in den Black Hills im Juni 2004

Die Black Hills (auf Lakota Paha Sapa ‚Schwarze Berge‘ oder He Sapa) sind ein Gebirgszug im Westen des US-amerikanischen Bundesstaats South Dakota, der bis ins nordöstliche Wyoming hineinreicht. Er liegt isoliert im östlichen Vorland der Rocky Mountains am Westrand der Great Plains und weist eine von der Umgebung abweichende Fauna und Flora auf. Eine Unterart des Junko kommt beispielsweise nur hier vor und in den Wäldern sind Küsten-Kiefern, Weiß-Fichten und Biegsame Kiefern zu finden. Auf Grund der dichten Nadelwaldbestände sind hier Vogelarten wie Kiefernhäher, Fichtenkreuzschnabel und Indianergoldhähnchen beheimatet.
Die Black Hills erstrecken sich zwischen 43°30' und 45° nördlicher Breite sowie 103° und 105° westlicher Länge. Der im Kartenbild annähernd elliptische Gebirgszug ist etwa 160 km lang und bis zu 96 km breit. Seine Längsachse verläuft in nord-südlicher Richtung. Die Basis der Black Hills liegt in 760 bis 900 m Höhe. Der höchste Punkt ist der Black Elk Peak mit 2.208 m im Süden des Gebirges.
Im 19. Jahrhundert wurden in den Black Hills beträchtliche Goldvorkommen entdeckt. Auch Blei, Eisen, Uran sowie Salz, Erdöl und Kohle kommen in den Black Hills bzw. in ihrem Umland vor.

## Geschichte
Die Black Hills gelten den Lakota-Sioux als heilige Berge. Zudem stellen sie den Gegenstand zahlreicher Mythen der Lakota dar. Noch heute besuchen einige Stammesangehörige die spirituellen Orte in den Bergen, um ihre Religion auszuüben. Im Vertrag von Fort Laramie 1868, den die US-Regierung mit den Lakota-, Cheyenne- und Arapaho-Indianern abschloss, wurden den drei Völkern das Sioux-Reservat zugesprochen und die Black Hills den Lakota als exklusives Jagdgebiet zugesichert. Eine nach dem Vertrag illegale Expedition unter George Armstrong Custer erkundete 1874 die Black Hills und fand in den Bergen Gold. Nach den Goldfunden versuchte die Regierung die Lakota zu einer Abtretung der Bergkette zu bewegen, allerdings ohne Erfolg. Goldsucher drangen rechtswidrig in das Gebiet ein, es entwickelte sich ein Goldrausch. Konflikte im Winter 1875/76 führten zum erneuten Einsatz Custers und des 7. Kavallerie-Regiments und der Schlacht am Little Bighorn im Juni 1876. Nach der endgültigen Niederlage der Indianer im Herbst desselben Jahres wurden 1877 das große Sioux-Reservat zerschlagen und den Lakota die Black Hills entzogen.
Ein Prozess der Lakota aus dem Jahr 1921 dauerte bis 1980, als der Supreme Court in der Entscheidung United States v. Sioux Nation of Indians, 448 U.S. 371 (1980) die Maßnahme als Enteignung einstufte und den Lakota 105 Millionen Dollar als Entschädigung zusprach. Obwohl das Lakota-Reservat zu den ärmsten Regionen der Vereinigten Staaten gehört, nahm die Vertretung des Volkes die Zahlung nicht an, sondern verlangt bis heute die Rückgabe der Berge. Die Gelder waren bis 2007 durch Zinsen auf über $750 Millionen angewachsen.
Ein Gesetzentwurf des demokratischen Senators von New Jersey, Bill Bradley, aus der Mitte der 1980er Jahre wollte den Lakota ein rundes Sechstel der Berge zusprechen, die im Bundesbesitz verblieben waren. Er scheiterte schon im Vorfeld des formalen Verfahrens an unterschiedlichen Vorstellungen von Seiten der Lakota.
Besungen werden die Black Hills von Dakota in The Black Hills of Dakota von Doris Day in Calamity Jane und in Rocky Raccoon (1968) von der der Band The Beatles.

## Tourismus

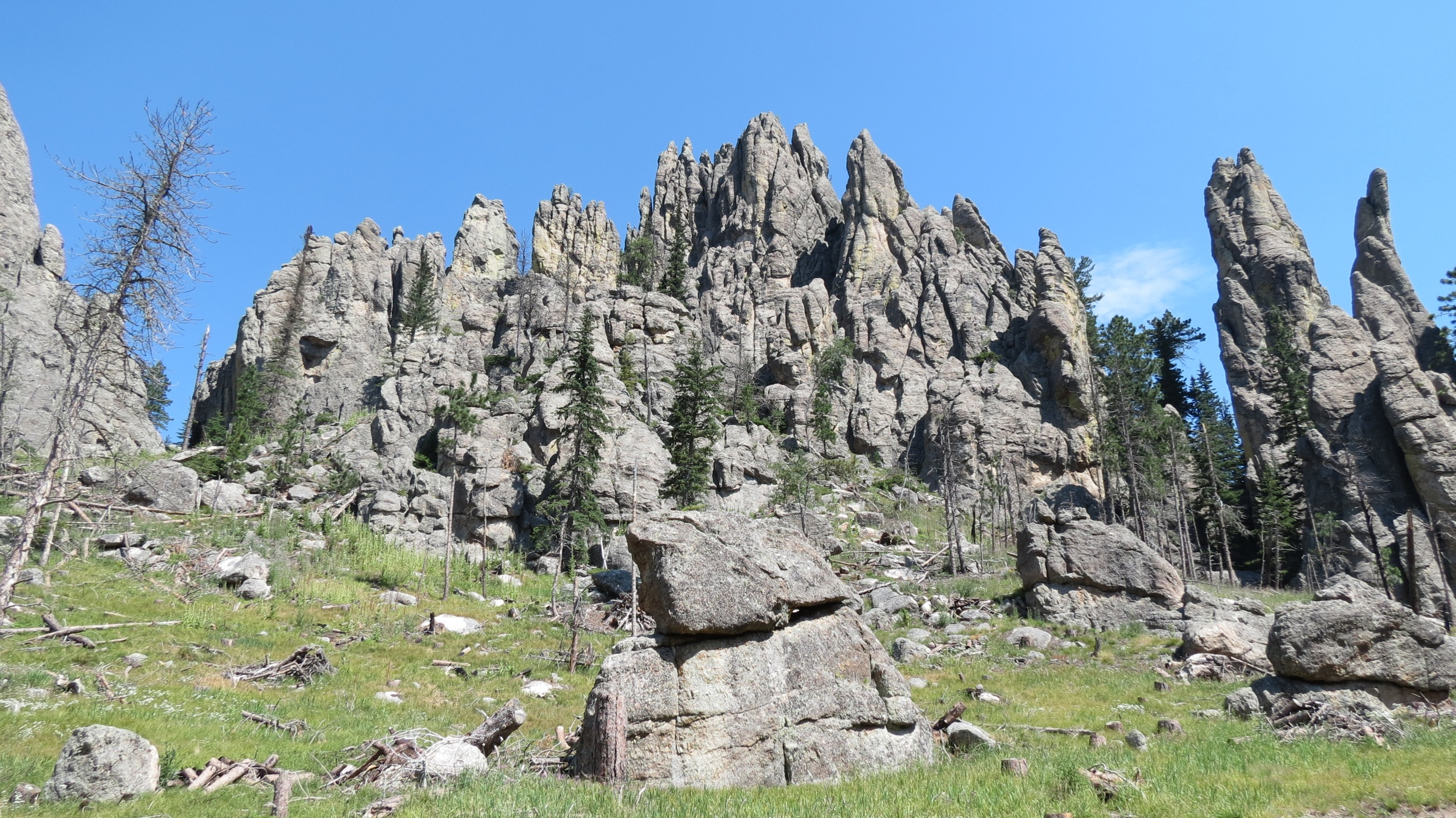
Die Needles genannten Granitklippen südlich des Black Elk Peak sind ein beliebtes Ziel für Klettersportler

Bekannteste Touristenattraktion in den Black Hills sind die vier riesigen steinernen Präsidentenköpfe des Mount Rushmore National Memorials östlich des Black Elk Peak. Ein ähnliches Projekt, das Crazy Horse Memorial, entsteht auf der anderen Seite des Black Elk Peak. Beide Projekte zogen den Unmut der Lakota auf sich, entweihen sie doch die ihnen heiligen Black Hills.
In den Black Hills liegen weiterhin der Custer State Park, in dem erfolgreich wieder Dickhornschafe angesiedelt worden sind, und zwei Höhlensysteme herausragender Bedeutung, der Wind-Cave-Nationalpark und das Jewel Cave National Monument. In der Region um diese Höhlensysteme wurden auch wieder erfolgreich Wapiti eingeführt, die zwischenzeitlich durch europäische Siedler ausgerottet worden waren. Der Monolith Devils Tower National Monument liegt im Nordwesten des Gebirges. Die Teile der Berge in Bundesbesitz sind großteils als Black Hills National Forest ausgewiesen, einem Nationalforst.
Der Ort Custer war die erste Goldgräbersiedlung in den Black Hills. Die Stadt Deadwood ist Schauplatz der gleichnamigen TV-Serie von HBO.
Sturgis ist bekannt für die jährliche Sturgis Motorcycle Rally, die mit etwa einer halben Million Besuchern eine der größten Motorradveranstaltungen der Welt ist.